# 鮑氏海馬
鮑氏海馬為輻鰭魚綱棘背魚目海龍魚科的其中一種，被IUCN列為次級保育類動物，分布於中西太平洋區的菲律賓蘇祿海南部海域，棲息深度6-10公尺，體長可達15公分，棲息在硬珊瑚區，屬肉食性，以小型甲殼類為食，卵胎生，可作為觀賞魚。